# الصراع المقدوني
الصراع المقدوني (باليونانية: Μακεδονικὸς Ἀγών) أو البروباغاندا اليونانية المسلحة في مقدونيا (بالبلغارية: Гръцка въоръжена пропаганда в Македония) هي سلسلة من النزاعات الاجتماعية والسياسية والثقافية والعسكرية دارت بين اليونانيين والبلغار في منطقة مقدونيا العثمانية بين عامي 1904 و1908، في إطار حرب أوسع نطاقًا خاضها كل من اليونانيين والبلغار والصرب من أجل الاستحواذ على مقدونيا. وقد أخذ اليونانيون تدريجيًا بزمام النصر في هذا الصراع، غير أن الصراع لم ينتهِ إلا باندلاع ثورة تركيا الفتاة سنة 1908.
من أشهر من كتب عن هذا الصراع في الأدب اليوناني الروائية بينيلوبي دلتا، في روايتها "أسرار المستنقع"، التي صدرت سنة 1937.

## خلفية
في البداية، ظهر الصراع بصورة تنافس شرس بين أنصار البطريركية القسطنطينية المسكونية (من الناطقين باللغة اليونانية أو باللغة السلافية الذين كانوا يعرفون بشكل عام على أنهم يانييون)، وأنصار البطريركية البلغارية التي أسسها العثمانيون عام 1870في الوسائل التعليمية والدينية.
مع انهيار الحكم العثماني في البلقان في أواخر القرن التاسع عشر، نشب نزاع بين اليونانيين والبلغاريين (ونزاع آخر بدرجة أقل حدة في المجموعات العرقية الأخرى كالصرب والأرومانيين والألبان) على المنطقة متعددة الأعراق في مقدونيا. روعت هزيمة اليونان في الحرب اليونانية التركية عام 1897 اليونانيين بشكل كبير. حُلّت منظمة المجتمع القومي اليونانية من قبل رئيس الوزراء حينها، جيورجيوس ثيوتوكيس.

## العلاقات اليونانية البلغارية في مقدونيا العثمانية
أُسست، في عام 1894، منظمة بلغارية تعرف باسم المنظمة الثورية الوطنية المقدونية باعتبارها منظمة تمثل جميع الدول في مقدونيا إلى جانب الثوار المناهضين للدولة العثمانية في مدينة سالونيك اليونانية وتجمعهم على هدف واحد يتمثل بتحرير مقدونيا وتراقيا من الحكم العثماني، وضمهما إلى بلغاريا. أصبحت المنظمة فيما بعد، وفقًا لبعض المؤرخين والمؤلفين، وكيلًا يخدم المصالح البلغارية في السياسة البلقانية بهدف توحيد مقدونيا بأكملها في نهاية المطاف مع بلغاريا لمواجهة الإمبراطورية العثمانية أولًا، ولتقوية شوكتها في النزاع الدائر مع الدولة اللاحقة للدولة اليوغسلافية التي قادها الصرب والتي كانت تسيطر على منطقة فاردار مقدونيا ومع الدولة اليونانية التي كانت تسيطر على منطقة مقدونيا المطلة على بحر إيجه. كان اغتيال ملك يوغوسلافيا خلال فترة ما بين الحربين من قبل قناص تابع للمنظمة الثورية الوطنية المقدونية –والذي من المرجح أنه كان يعمل لخدمة المصالح البلغارية- واحدًا من أهم الأحداث الرئيسية التي كانت بمثابة تتويج للأعمال التي تُتهم المنظمة بارتكابها. من الناحية العملية، كان معظم أنصار المنظمة الثورية الوطنية المقدونية من البلغار والمقدونيين المحلييين، على الرغم من امتلاك المنظمة لبعض الأنصار الأرومانيين المؤيدين للبلغار، مثل بيتو غولي، وميتري فلاش، وإيوري موسيتانو، وأليكساندر كوشا. رأى العديد من الأعضاء المنتمين للمنظمة في الحكم الذاتي المقدوني خطوة انتقالية لتحقيق الوحدة مع بلغاريا، فيما رأى آخرون أن هدفهم يكمن في إنشاء دولة اتحادية مع مقدونيا في منطقة البلقان باعتبارهما بلدين متساويين.
منذ عام 1895، شُكلت اللجان الأدرنية المقدونية العليا في صوفيا بهدف إعادة تعزيز الإجراءات البلغارية داخل الإمبراطورية العثمانية. تمثلت واحدة من أولى النشاطات التي مارسها أفراد فرق الكوميتاجي، بالاستيلاء على بلدة ميلينيكو اليونانية (التي تُعرف اليوم باسم ميلنيك وتقع في جنوب غرب بلغاريا). لم تتمكن فرق الكوميتاجي من السيطرة على ميلينيكو لأكثر من بضع ساعات. دمرت العصابات البلغارية قرية دوسبات التابعة للبوماك وارتكبت المجازر بحق سكانها. أنذر هذا النوع من النشاطات اليونانيين والصرب، الذين حولوا شعار «مقدونيا للمقدونيين» لمهزلة، لرفضهم الاعتراف بالدستور المقودني باعتباره دستورًا خاصًا بدولة منفصلة.
ازدادت حدة الوضع في مقدونيا، وبدأ الأمر يؤثر على الرأي العام الأوروبي. قدمت مجموعة تطلق على نفسها اسم غيميدزهي (قتلة ولاية سالونيك)، المساعدة للمنظمة الثورية الوطنية المقدونية عندما أقدمت على تفجير كل من سفينة غوادالكيفير الفرنسية، والبنك العثماني في مدينة سلانيك المقدونية. تمكنت المنظمة الثورية الوطنية المقدونية، في شهر أغسطس من عام 1903، من تنظيم انتفاضة (انتفاضة إيليندن –بريوبراجينيه) في مقدونيا وفي ولاية إدرنة. بعد تشكيل جمهورية كروسيفو -التي لم تدم طويلًا- قُمعت الانتفاضة من قبل العثمانيين الذين دمروا العديد من القرى ومناطقَ واسعةٍ تابعة لمقدونيا الغربية، إضافة إلى تدميرهم لبعض المناطق المحيطة بمدينة قرقلر ايلي بالقرب من ولاية إدرنة. أدى فشل انتفاضة عام 1903 إلى انقسام المنظمة الثورية الوطنية المقدونية بشكل نهائي إلى فصيل يساري (فيدرالي)، وفصيل يميني مركزي، الأمر الذي تسبب بإضعاف المنظمة بشكل كبير.

## اللجنة المقدونية
بهدف تعزيز الجهود اليونانية الداعمة لمقدونيا، شُكلت اللجنة المقدونية اليونانية في عام 1903، بقيادة الناشر الثري ديميتريوس كالابوثاكيس، وكان كل من أيون دراغوميس وبافلوس ميلاس أعضاءً فيها. عُرف المقاتلون التابعون للجنة المقدونية اليونانية باسم ماكيدونوموتشوي («المقاتلين المقدونيين»).
في ظل هذه الظروف، اندلعت في عام 1904، حرب عصابات شرسة بين العصابات البلغارية واليونانية داخل مقدونيا العثمانية كرد فعل على أنشطة المنظمة الثورية الوطنية المقدونية. أرسل السفير اليوناني نيكولاوس مافروكورداتوس وقنصلُ اليونان في مدينة بيتولا، أيون دراغوميس، مطرانَ مدينة قستوريا، جيرمانوس كارفانجيليس إلى مقدونيا، فأدرك حينها بأن الوقت قد حان للعمل بأسلوب أكثر فعالية، وللبدء في تنظيم معارضة يونانية.
في الوقت الذي حمل فيه دراغوميس مسؤولية التنظيم المالي، كان الضابط العسكري الإقريطيشي القدير جورجيوس كاتياكيس الشخصية الرئيسية في النضال العسكري. قام المطران جيرمانوس كارفانجيليس بتجييش اليونانيين ضد المنظمة الثورية الوطنية المقدونية، وشكل لجانًا تهدف إلى تعزيز المصالح الوطنية اليونانية. نجح كل من كاتياكيس وكارفانجيليس، في بادئ الأمر، في تجنيد بعض الأعضاء السابقين في المنظمة الثورية الوطنية المقدونية، وفي تنظيم عددٍ من المجموعات للمشاركة في حرب العصابات، مستفيدين من النزاعات السياسية والشخصية داخل المنظمة. انضم إلى هذه المجموعات في وقت لاحق أشخاص أرسلوا من اليونان. كانت المجموعات مشكلة بشكل أساسي من الضباط السابقين في الجيش اليوناني، ومتطوعين قدِموا من جزيرة إقريطش، ومن شبه جزيرة بيلولونيز، إضافة إلى مقدونيين يونانيين كان بينهم نيكولاس مانوس، وثيودوروس آدم، وديميتريوس ستاجاس، وقسطنطين باباستافرو، وجورجيوس موديس، وأثاناسيوس ستافروديس، ومايكل سيونديس، ويوانيس راماناليس، وزيسيس فيروس جورجيوس ثوموبولوس، وإيراكليس باتيكاس، وإيوانيس سيمانيكاس، وبيريكليس دراموس، وإيوانيس مارتزيوس، وديميتريوس جولنيس، وبتروس كريستو، وشارالامبوس بوفيديس، والسلافيين كديمتريس داليبس، وإيفانجيلوس ناتسيس، إضافة إلى أعضاء سابقين في المنظمة الثورية الوطنية المقدونية أمثال جونوس يوتاس، وكوت كريستو.

## النشاط اليوناني
باتت الدولة اليونانية قلقة، ليس فقط بسبب الاختراق الذي قام به البلغاريون في مقدونيا، ولكن أيضًا بسبب المصالح الصربية التي تركزت بشكل أساسي في مناطق إسكوبية، وبيتولا. خلقت أعمال الشغب في مقدونيا، وخاصة تلك التي تبعت وفاة بافلو ميلاس في عام 1904 (الذي كان أول ضابط يوناني يتمكن من الدخول إلى مقدونيا مع مجموعة من رجال العاصابات، وقُتل في إحدى المعارك مع الجيش العثماني)، مشاعر قومية حادة في اليونان، فأُرسل المزيد من المقاتلين بهدف إحباط الجهود البلغارية في كسب جميع متحدثي اللغة السلافية للوقوف في صفهم.